# Grand Prix-wegrace van Frankrijk 1981
De Grand Prix-wegrace van Frankrijk 1981 was vijfde race van wereldkampioenschap wegrace in het seizoen 1981. De races werden verreden op 17 mei 1981 op het Circuit Paul Ricard nabij Le Castellet, Frankrijk.

## Algemeen
Zoals wel vaker gebeurd was, liet organisator François Chevallier weer een enorm aantal coureurs inschrijven. Bij de 250cc-klasse waren dat er niet minder dan 96, waarvan er 84 daadwerkelijk aan de trainingen deelnamen. De groep werd weliswaar in tweeën gedeeld, maar dan nog waren er 42 rijders tegelijk in de baan, waardoor ook de toprijders moeite hadden zich te kwalificeren. Vooral de 500cc-race was spannend, temeer omdat naast Kenny Roberts en Randy Mamola nu een derde kandidaat voor de wereldtitel boven kwam drijven: Marco Lucchinelli. De zijspanklasse reed haar derde race en kreeg ook haar derde winnaar, maar in de 125- en de 250cc-klassen begon de spanning weg te vloeien omdat Ángel Nieto en Toni Mang oppermachtig waren. Net als in Italië waren de entreeprijzen in Frankrijk erg hoog, en mede daardoor waren er slechts 50.000 toeschouwers. 

## 500cc-klasse
Yamaha stuurde twee extra OW 54's naar Europa om haar team te versterken. Kenny Roberts kreeg een reservemachine en het tweede exemplaar was voor Barry Sheene. Daags voor de Franse Grand Prix tekende Franco Uncini een fabriekscontract met Suzuki en zo kreeg hij de RG 500 van de gestopte Wil Hartog. Voor Jack Middelburg was dat in eerste instantie een teleurstelling, want ook hij had gehoopt op die motorfiets. Tijdens de training reed Jack echter exact dezelfde tijd als Uncini. Marco Lucchinelli reed de snelste trainingstijd. Sheene leidde na de eerste ronde, maar daarna nam Roberts de kop over en samen gingen ze ervandoor. Aanvankelijk lag Randy Mamola op de derde plaats, maar Lucchinelli passeerde eerst hem, in de vijfde ronde ook Sheene en daarna Roberts. Die twee wisselden elkaar regelmatig af op de tweede plaats, maar werden ingehaald door de Suzuki's van het Britse Heron-team, Randy Mamola en Graeme Crosby. Roberts viel door een verkeerd gekozen bandencompound zelfs terug naar de vijfde plaats.
| Pos | Coureur             | Merk     | Tijd     | Grid | Punten |
| --- | ------------------- | -------- | -------- | ---- | ------ |
| 1   | Marco Lucchinelli   | Suzuki   | 44:09.58 | 1    | 15     |
| 2   | Randy Mamola        | Suzuki   | +4,91    | 6    | 12     |
| 3   | Graeme Crosby       | Suzuki   | +5,35    | 5    | 10     |
| 4   | Barry Sheene        | Yamaha   | +5,63    | 3    | 8      |
| 5   | Kenny Roberts       | Yamaha   | +13,95   | 2    | 6      |
| 6   | Hiroyuki Kawasaki   | Suzuki   | +30,09   | 7    | 5      |
| 7   | Kork Ballington     | Kawasaki | +30,34   | 4    | 4      |
| 8   | Boet van Dulmen     | Yamaha   | +30,98   | 10   | 3      |
| 9   | Jack Middelburg     | Suzuki   | +40,51   | 9    | 2      |
| 10  | Marc Fontan         | Yamaha   | +1:05.00 | 12   | 1      |
| 11  | Seppo Rossi         | Suzuki   | +1:09.54 | 19   |        |
| 12  | Bernard Fau         | Suzuki   | +1:10.00 | 13   |        |
| 13  | Sergio Pellandini   | Yamaha   | +1:19.03 | 20   |        |
| 14  | Kimmo Kopra         | Suzuki   | +1:38.52 | 25   |        |
| 15  | Walter Migliorati   | Suzuki   | +1:40.27 | 30   |        |
| 16  | Stu Avant           | Suzuki   | +1:45.80 | 27   |        |
| 17  | Jean Lafond         | Suzuki   | +1:50.83 | 16   |        |
| 18  | Jacques Agopian     | Suzuki   | +1 ronde | 35   |        |
| 19  | Dominique Pernet    | Yamaha   | +1 ronde | 32   |        |
| 20  | Andreas Hofmann     | Suzuki   | +1 ronde | 34   |        |
| 21  | Roberto Pietri      | Suzuki   | +1 ronde | 37   |        |
| 22  | Alain Röthlisberger | Suzuki   | +1 ronde | 33   |        |
| 23  | Josef Hage          | Yamaha   | +1 ronde | 36   |        |
| 24  | Antonio Grecco      | Suzuki   | +1 ronde | 38   |        |

| Coureur           | Merk        | Oorzaak   | Grid |
| ----------------- | ----------- | --------- | ---- |
| Takazumi Katayama | Honda       | Val       | 28   |
| Christian Sarron  | Yamaha      | Val       | 11   |
| Hervé Guilleux    | Fior-Yamaha | Val       | 24   |
| Peter Sjöström    | Suzuki      |           | 26   |
| Mike Baldwin      | Suzuki      | Vastloper | 14   |
| Hubert Rigal      | Yamaha      |           | 21   |
| Sadao Asami       | Yamaha      |           | 18   |
| Gustav Reiner     | Solo-Yamaha |           | 29   |
| Keith Huewen      | Suzuki      |           | 17   |
| Franco Uncini     | Suzuki      | Krukas    | 8    |
| Christian Estrosi | Yamaha      |           | 22   |
| Gianni Rolando    | Lombardini  |           | 31   |
| Philippe Coulon   | Suzuki      |           | 23   |
| Raymond Roche     | Suzuki      |           | 15   |

| Coureur           | Merk      | Oorzaak |
| ----------------- | --------- | ------- |
| Gina Bovaird      | Yamaha    |         |
| Carlo Perugini    | Sanvenero |         |
| Virginio Ferrari  | Cagiva    |         |
| Raffaele Pasqual  | Yamaha    |         |
| Lennart Bäckström | Suzuki    |         |
| Franck Gross      | Suzuki    |         |

| Pos. | Coureur           | Motorfiets | Ptn. |
| ---- | ----------------- | ---------- | ---- |
| 1    | Randy Mamola      | Suzuki     | 39   |
| 2    | Kenny Roberts     | Yamaha     | 36   |
| 3    | Graeme Crosby     | Suzuki     | 34   |
| 4    | Barry Sheene      | Yamaha     | 31   |
| 4    | Marco Lucchinelli | Suzuki     | 31   |
| 6    | Boet van Dulmen   | Yamaha     | 25   |
| 7    | Hiroyuki Kawasaki | Suzuki     | 19   |
| 8    | Jack Middelburg   | Suzuki     | 12   |
| 9    | Franco Uncini     | Suzuki     | 9    |
| 9    | Kork Ballington   | Kawasaki   | 9    |

## 250cc-klasse
De 250cc-race in Frankrijk kende nauwelijks spanning. Toni Mang won met overmacht, maar ook om de andere posities werd niet veel strijd geleverd. Thierry Espié reed de snelste ronde en wist Mang tot drie seconden te naderen en achter hem reed Carlos Lavado helemaal alleen naar de derde plaats. Daarachter ging het bijna uitsluitend tussen Franse coureurs: Jean-François Baldé, Roger Sibille, Pierre Bolle en Patrick Fernandez. Daar zat aanvankelijk ook Hervé Guilleux tussen, maar toen zijn motor slechter ging lopen viel hij terug naar de negende plaats.
| Pos | Coureur                | Merk              | Tijd      | Grid | Punten |
| --- | ---------------------- | ----------------- | --------- | ---- | ------ |
| 1   | Toni Mang              | Kawasaki          | 39'57"860 | 1    | 15     |
| 2   | Thierry Espié          | Chevallier-Yamaha | 40'00"93  | 9    | 12     |
| 3   | Carlos Lavado          | Yamaha            | 40'08"70  | 6    | 10     |
| 4   | Jean-François Baldé    | Kawasaki          | 40'22"30  | 3    | 8      |
| 5   | Pierre Bolle           | Yamaha            | 40'23"81  | 4    | 6      |
| 6   | Roger Sibille          | Yamaha            | 40'24"10  | 7    | 5      |
| 7   | Patrick Fernandez      | Bimota-Yamaha     | 40'26"98  | 5    | 4      |
| 8   | Maurizio Massimiani    | Ad Maiora         | 40'27"72  | 19   | 3      |
| 9   | Hervé Guilleux         | Siroko-Rotax      | 40'28"04  | 21   | 2      |
| 10  | Christian Estrosi      | Yamaha            | 40'34"92  | 14   | 1      |
| 11  | Alain Berot            | Yamaha            |           | 29   |        |
| 12  | Tony Rogers            | Yamaha            |           | 35   |        |
| 13  | André Gouin            | Yamaha            |           | 13   |        |
| 14  | Jean-Louis Guignabodet | Kawasaki          |           | 12   |        |
| 15  | Bruno Kneubühler       | Rotax             |           | 28   |        |
| 16  | Martin Wimmer          | Yamaha            |           | 17   |        |
| 17  | Alan North             | Yamaha            |           | 24   |        |
| 18  | Jean-Marc Toffolo      | Rotax             |           | 26   |        |
| 19  | Antoine Longo          | Yamaha            |           | 22   |        |
| 20  | Pierre Tocco           | Yamaha            |           | 15   |        |
| 21  | Loris Reggiani         | Bimota-Yamaha     |           | 18   |        |
| 22  | Graeme Geddes          | Yamaha            |           | 20   |        |
| 23  | Karl-Thomas Grässel    | Yamaha            |           | 34   |        |
| 24  | Jean-Louis Albera      | Kawasaki          |           | 31   |        |

| Coureur              | Merk          | Oorzaak | Grid |
| -------------------- | ------------- | ------- | ---- |
| Eddie Lawson         | Kawasaki      |         | 8    |
| Hans Müller          | MBA           |         | 10   |
| Richard Schlachter   | Yamaha        |         | 2    |
| Jean-Jacques Peyre   | Yamaha        |         | 16   |
| Pekka Nurmi          | Yamaha        |         | 32   |
| Didier de Radiguès   | Yamaha        |         | 26   |
| Michel Rougerie      | Yamaha        |         | 23   |
| Sito Pons            | Siroko-Rotax  |         | 27   |
| Éric Saul            | Chevallier    |         | 33   |
| Paolo Ferretti       | Yamaha        |         | 30   |
| Jean-Louis Tournadre | Bimota-Yamaha |         | 36   |
| Roland Freymond      | Ad Majora     |         | 11   |

| Coureur         | Merk            | Oorzaak |
| --------------- | --------------- | ------- |
| Ángel Nieto     | Siroko-Rotax    |         |
| Sauro Pazzaglia | MBA             |         |
| Jacques Cornu   | Yamaha          |         |
| Jeffrey Sayle   | Armstrong-Rotax |         |
| Graeme McGregor | Yamaha          |         |
| Mar Schouten    | Niet bekend     |         |
| Klaas Hernamdt  | Rotax           |         |

| Coureur            | Merk   | Oorzaak  |          |
| ------------------ | ------ | -------- | -------- |
| Peter Looijesteijn | Yamaha | Blessure | Blessure |

| Pos. | Coureur             | Motorfiets        | Ptn. |
| ---- | ------------------- | ----------------- | ---- |
| 1    | Toni Mang           | Kawasaki          | 40   |
| 2    | Jean-François Baldé | Kawasaki          | 30   |
| 3    | Carlos Lavado       | Yamaha            | 22   |
| 4    | Patrick Fernandez   | Bimota-Yamaha     | 20   |
| 5    | Eric Saul           | Chevallier-Yamaha | 19   |
| 6    | Thierry Espié       | Chevallier-Yamaha | 17   |
| 7    | Roland Freymond     | Ad Maiora         | 16   |
| 8    | Massimo Massimiani  | Ad Maiora         | 15   |
| 9    | Martin Wimmer       | Yamaha            | 13   |
| 10   | Graeme Geddes       | Bimota-Yamaha     | 12   |

## 125cc-klasse
Regerend wereldkampioen Pier Paolo Bianchi had de snelste start in Frankrijk. Hij werd gevolgd door Ángel Nieto, Guy Bertin, Hans Müller, Loris Reggiani en August Auinger. Na de tweede ronde namen Nieto en Bertin de leiding over en zij begonnen weg te lopen van Bianchi, die weer een voorsprong had op de rest van het veld. Toen Nieto zich voor de eerste chicane verremde nam Bertin de koppositie over. Nieto concentreerde zich intussen meer op zijn teamgenoot Reggiani, die het tempo niet kon volgen. Toen Nieto dat besefte gaf hij meer gas, passeerde Bertin en won de race. Bertin werd niet meer bedreigd en werd tweede, voor Bianchi. Intussen reed Jacques Bolle met zijn Motobécane een geweldige inhaalrace. Hij werkte zich van de twaalfde naar de vierde plaats op, maar viel uit met remproblemen.
| Pos | Coureur             | Merk        | Tijd     | Grid | Punten |
| --- | ------------------- | ----------- | -------- | ---- | ------ |
| 1   | Ángel Nieto         | Minarelli   | 37'42"60 | 2    | 15     |
| 2   | Guy Bertin          | Sanvenero   | 37'49"08 | 1    | 12     |
| 3   | Pier Paolo Bianchi  | MBA         | 37'51"89 | 4    | 10     |
| 4   | Hans Müller         | MBA         | 37'58"61 | 3    | 8      |
| 5   | Maurizio Vitali     | MBA         | 38'05"70 | 14   | 6      |
| 6   | Loris Reggiani      | Minarelli   | 38'13"00 | 9    | 5      |
| 7   | Iván Palazzese      | MBA         | 38'18"02 | 10   | 4      |
| 8   | August Auinger      | MBA         | 38'18"02 | 8    | 3      |
| 9   | Jean-Claude Selini  | MBA         | 38'18"48 | 6    | 2      |
| 10  | Per-Edvard Carlsson | MBA         | 38'32"09 | 17   | 1      |
| 11  | Stefan Dörflinger   | Krauser-MBA |          | 11   |        |
| 12  | Gerhard Waibel      | MBA         |          | 23   |        |
| 13  | Yves Dupont         | MBA         |          | 12   |        |
| 14  | Michel Galbit       | MBA         |          | 18   |        |
| 15  | Willy Pérez         | MBA         |          | 16   |        |
| 16  | Johnny Wickström    | MBA         |          | 24   |        |
| 17  | Paul Bordes         | Morbidelli  |          | 20   |        |
| 18  | Jacky Hutteau       | Afam        |          | 29   |        |
| 19  | Frédéric Michel     | MBA         |          | 27   |        |
| 20  | Joe Genoud          | MBA         |          | 28   |        |
| 21  | Lucio Pietroniro    | MBA         |          | 21   |        |
| 22  | Erich Klein         | Morbidelli  |          | 31   |        |
| 23  | Bady Hassaine       | MBA         |          | 25   |        |
| 24  | Peter Baláz         | MBA         |          | 30   |        |
| 25  | Joël Malatino       | MBA         |          | 35   |        |
| 26  | Jacques Bolle       | Motobécane  |          | 7    |        |
| 27  | Spencer Crabbe      | MBA         |          | 38   |        |

| Coureur            | Merk      | Oorzaak | Grid |
| ------------------ | --------- | ------- | ---- |
| Reiner Koster      | MBA       |         | 36   |
| Thierry Noblesse   | MBA       |         | 5    |
| Patrick Herouard   | Sanvenero |         | 37   |
| Joel Benniza       | MBA       |         | 32   |
| Eugenio Lazzarini  | Iprem     |         | 19   |
| Jean-Michel Perret | MBA       |         | 33   |
| Hugo Vignetti      | MBA       |         | 13   |

| Coureur       | Merk | Oorzaak  | Grid |
| ------------- | ---- | -------- | ---- |
| Ton Spek      | MBA  | Blessure | 22   |
| Anton Straver | MBA  | Blessure | 15   |

| Coureur         | Merk | Oorzaak                |
| --------------- | ---- | ---------------------- |
| Henk van Kessel | EGA  | Wedstrijd overgeslagen |

| Pos. | Coureur             | Motorfiets  | Ptn. |
| ---- | ------------------- | ----------- | ---- |
| 1    | Ángel Nieto         | Minarelli   | 68   |
| 2    | Loris Reggiani      | Minarelli   | 41   |
| 3    | Hans Müller         | MBA         | 29   |
| 4    | Guy Bertin          | Sanvenero   | 27   |
| 5    | Pier Paolo Bianchi  | MBA         | 26   |
| 6    | Jacques Bolle       | Motobécane  | 20   |
| 7    | Stefan Dörflinger   | Krauser-MBA | 17   |
| 8    | Maurizio Vitali     | MBA         | 13   |
| 9    | Willy Pérez         | MBA         | 11   |
| 10   | Per-Edvard Carlsson | MBA         | 9    |

## Zijspanklasse
Nadat hij een maagoperatie had ondergaan kon Egbert Streuer pas in Frankrijk aan zijn seizoen beginnen. Daar kwam nog bij dat zijn nieuwe bakkenist Bernard Schnieders ervaring miste, wat tijdens de trainingen al bleek. De LCR van Streuer was snel genoeg om het mogelijk te maken de bochten wat rustiger te nemen en op de rechte stukken snelheid te maken. Daardoor wisten ze Derek Jones/Brian Ayres met drie meter verschil te verslaan en vierde te worden. De overwinning ging naar Rolf Biland/Kurt Waltisperg, die tot de helft van de race achter Jock Taylor/Benga Johansson hadden gereden, om daarna met tien seconden verschil te winnen. Alain Michel/Michael Burkhardt werden derde.
| Pos | Coureur        | Bakkenist          | Merk                 | Tijd       | Punten |
| --- | -------------- | ------------------ | -------------------- | ---------- | ------ |
| 1   | Rolf Biland    | Kurt Waltisperg    | Krauser-LCR-Yamaha   | 37' 33" 84 | 15     |
| 2   | Jock Taylor    | Benga Johansson    | Fowler-Windle-Yamaha | 37' 43" 27 | 12     |
| 3   | Alain Michel   | Michael Burkhardt  | Seymaz-Yamaha        | 38' 09" 61 | 10     |
| 4   | Egbert Streuer | Bernard Schnieders | LCR-Yamaha           | 39' 26" 68 | 8      |
| 5   | Derek Jones    | Brian Ayres        | Ireson-Yamaha        | 39' 26" 94 | 6      |
| 6   | Peter Campbell | Dick Goodwin       | Yamaha               | 39' 32" 61 | 5      |
| 7   | Trevor Ireson  | Clive Pollington   | Yamaha               | +1 ronde   | 4      |
| 8   | Masato Kumano  | Kunio Takeshima    | LCR-Yamaha           |            | 3      |
| 9   | Jesco Höckert  | Harald Mathews     | Busch-Yamaha         |            | 2      |
| 10  | John Barker    | John Brushwood     | Yamaha               |            | 1      |

| Coureur          | Bakkenist      | Merk                  | Oorzaak           |
| ---------------- | -------------- | --------------------- | ----------------- |
| Werner Schwärzel | Andreas Huber  | Krauser-Seymaz-Yamaha |                   |
| Michel Vanneste  | Serge Vanneste | Seymaz-Yamaha         | Voorwielophanging |
| Jo van der Ven   | Tonny Troeyen  | Yamaha                |                   |

| Pos | Coureur          | Bakkenist          | Motorfiets            | Ptn |
| --- | ---------------- | ------------------ | --------------------- | --- |
| 1   | Jock Taylor      | Benga Johansson    | Fowler-Windle-Yamaha  | 39  |
| 2   | Alain Michel     | Michael Burkhardt  | Seymaz-Yamaha         | 35  |
| 3   | Rolf Biland      | Kurt Waltisperg    | Krauser-LCR-Yamaha    | 27  |
| 4   | Werner Schwärzel | Andreas Huber      | Krauser-Seymaz-Yamaha | 18  |
| 5   | Derek Jones      | Brian Ayres        | Ireson-Yamaha         | 12  |
| 6   | Trevor Ireson    | Clive Pollington   | Yamaha                | 10  |
| 7   | Mick Boddice     | Chas Birks         | Yamaha                | 8   |
| 7   | Masato Kumano    | Kunio Takeshima    | LCR-Yamaha            | 8   |
| 7   | Egbert Streuer   | Bernard Schnieders | LCR-Yamaha            | 8   |
| 10  | Rolf Steinhausen | Georg Willmann     | RSR-Yamaha            | 6   |

## Trivia

### Andere motor
Ángel Nieto testte een heel nieuwe motor tijdens de trainingen. Die motor had in de Minarelli-fabriek nog niet eens op de proefbank gestaan en de betrouwbaarheid was zeker niet gegarandeerd. Nieto besloot toch met dit blok te starten en dat was een goede keuze, want zijn eigen motorblok werd nu in de machine van Loris Reggiani gemonteerd. Die begon tijdens de race steeds meer vermogen te verliezen en werd daardoor slechts zesde.

### Snelste LCR
Rolf Biland was benieuwd naar de snelheid van de LCR-Yamaha van Egbert Streuer. Ze testten het op het "Mistral" rechte stuk en de - vrijwel standaard - machine van Streuer bleek sneller. Biland had veel geld gestoken in snellere onderdelen op zijn eigen motor, maar besloot voor de race weer standaardonderdelen (behalve de uitlaten) te monteren en won de race. 

### Honda NR 500
De kwalificatietijd van Takazumi Katayama met zijn Honda NR 500 was maar net goed genoeg voor de poleposition in de 250cc-klasse.

### Fior-Yamaha
Hervé Guilleux kreeg voor de Franse 500cc-race een speciale Yamaha TZ 500 die in een Fior-frame met een speciale voorvork was gemonteerd. Hij reed de 24e trainingstijd maar viel in de race.
1920 · 1921 · 1922 · 1923 · 1924 · 1925 · 1926 · 1927 · 1928 · 1929 · 1930 · 1931 · 1932 · 1933 · 1935 · 1936 · 1937 · 1938 · 1939 · 1949 · 1951 ·  1953 · 1954 · 1955 · 1958 · 1959 · 1960 · 1961 · 1962 · 1963 · 1964 · 1965 · 1966 · 1967 · 1969 · 1970 · 1972 · 1973 · 1974 · 1975 · 1976 · 1977 · 1978 · 1979 · 1980 · 1981 · 1982 · 1983 · 1984 · 1985 · 1986 · 1987 · 1988 · 1989 · 1990 · 1991 · 1992 · 1994 · 1995 · 1996 · 1997 · 1998 · 1999 · 2000 · 2001 · 2002 · 2003 · 2004 · 2005 · 2006 · 2007 · 2008 · 2009 · 2010 · 2011 · 2012 · 2013 · 2014 · 2015 · 2016 · 2017 · 2018 · 2019 · 2020 · 2021 · 2022 · 2023 · 2024 · 2025